# Калиновская поселковая община (Броварский район)
Калиновская поселковая территориальная община (укр. Калинівська селищна територіальна громада) — территориальная община в Броварском районе Киевской области Украины. Административный центр — посёлок Калиновка. Община образована в 2020 году.
Площадь общины — 65,92 км², население — 8492 человек (2020).

## История
Образована 12 июня 2020 года путём объединения Калиновского поселкового совета и Красиловского, Роживского сельских советов Броварского района Киевской области.

## Населённые пункты
В составе общины 1 пгт (Калиновка) и 5 сел:
- Квитневое
- Красиловка
- Перемога
- Рожевка
- Скибин